# Погорцы
Погорцы (укр. Погірці) — село в Рудковской городской общине Самборского района Львовской области Украины.
Занимает площадь 21,2 км². Почтовый индекс — 81445. Телефонный код — 3236.

## Население
Население по переписи 2001 года составляло 1634 человека.
Население по состоянию на 2020 год составляло 1292 человека.
Население по состоянию на 2024 год составляет 1973 человек.

### Языковой состав
Родной язык населения по данным переписи 2001 года:
| Язык       | Численность, чел. | Доля     |
| ---------- | ----------------- | -------- |
| Украинский | 1 631             | 99,82 %  |
| Другие     | 3                 | 0,18 %   |
| Итого      | 1 634             | 100,00 % |